# Piedra picta

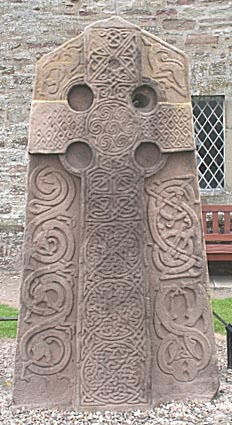
Piedra picta de clase II en Aberlemno, c. 800 d. C.

Una piedra picta es un tipo de estela monumental, generalmente tallada o grabada con símbolos o diseños. Algunos tienen inscripciones ogam. Ubicadas en Escocia, principalmente al norte de la línea Clyde-Forth y en el lado este del país, estas piedras son la evidencia restante más visible de los pictos y se cree que datan del siglo VI al siglo IX, un período durante el cual los pictos se cristianizó. Las piedras anteriores no tienen paralelos con el resto de las islas británicas, pero las formas posteriores son variaciones dentro de una tradición insular más amplia de piedras monumentales como las altas cruces. Han sobrevivido alrededor de 350 objetos clasificados como piedras pictas, cuyos ejemplos anteriores contienen, con mucho, el mayor número de ejemplos sobrevivientes de los símbolos misteriosos, que han intrigado a los estudiosos durante mucho tiempo.

## Clasificación

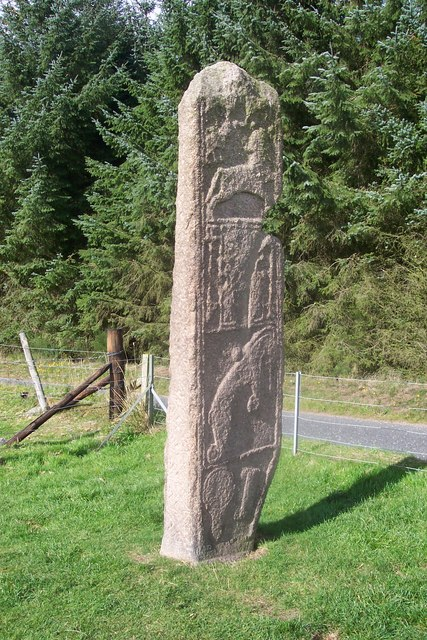
Cara este de la Piedra Doncella de Clase II

En The Early Christian Monuments of Scotland (1903), J. Romilly Allen y Joseph Anderson clasificaron por primera vez las piedras pictas en tres grupos. Los críticos han notado debilidades en este sistema, pero es ampliamente conocido y todavía se usa en el campo. En particular, la clasificación puede ser engañosa para las muchas piedras incompletas. Allen y Anderson consideraron que sus clases provenían de períodos distintos en secuencia, pero ahora está claro que hubo un período considerable en el que se produjeron piedras de Clase I y II.
- Clase I — piedras sin trabajar con símbolos solo incisos. No hay cruz en ninguno de los lados. Las piedras de clase I datan de los siglos VI, VII y VIII.
- Clase II — piedras de forma más o menos rectangular con una gran cruz y símbolo(s) en uno o ambos lados. Los símbolos, así como los motivos cristianos, están tallados en relieve y la cruz con su entorno está llena de diseños. Las piedras de clase II datan de los siglos VIII y IX.
- Clase III — estas piedras no presentan símbolos pictos idiomáticos. Las piedras pueden ser losas cruzadas, lápidas tumbadas, cruces independientes y santuarios de piedra compuesta. Se originan en el siglo VIII o IX. Historic Scotland describe esta clase como "demasiado simplista" y dice que "hoy en día no se considera una categoría útil. Un fragmento sobreviviente puede pertenecer a un monumento que incluía imágenes cristianas".

## Propósito y significado

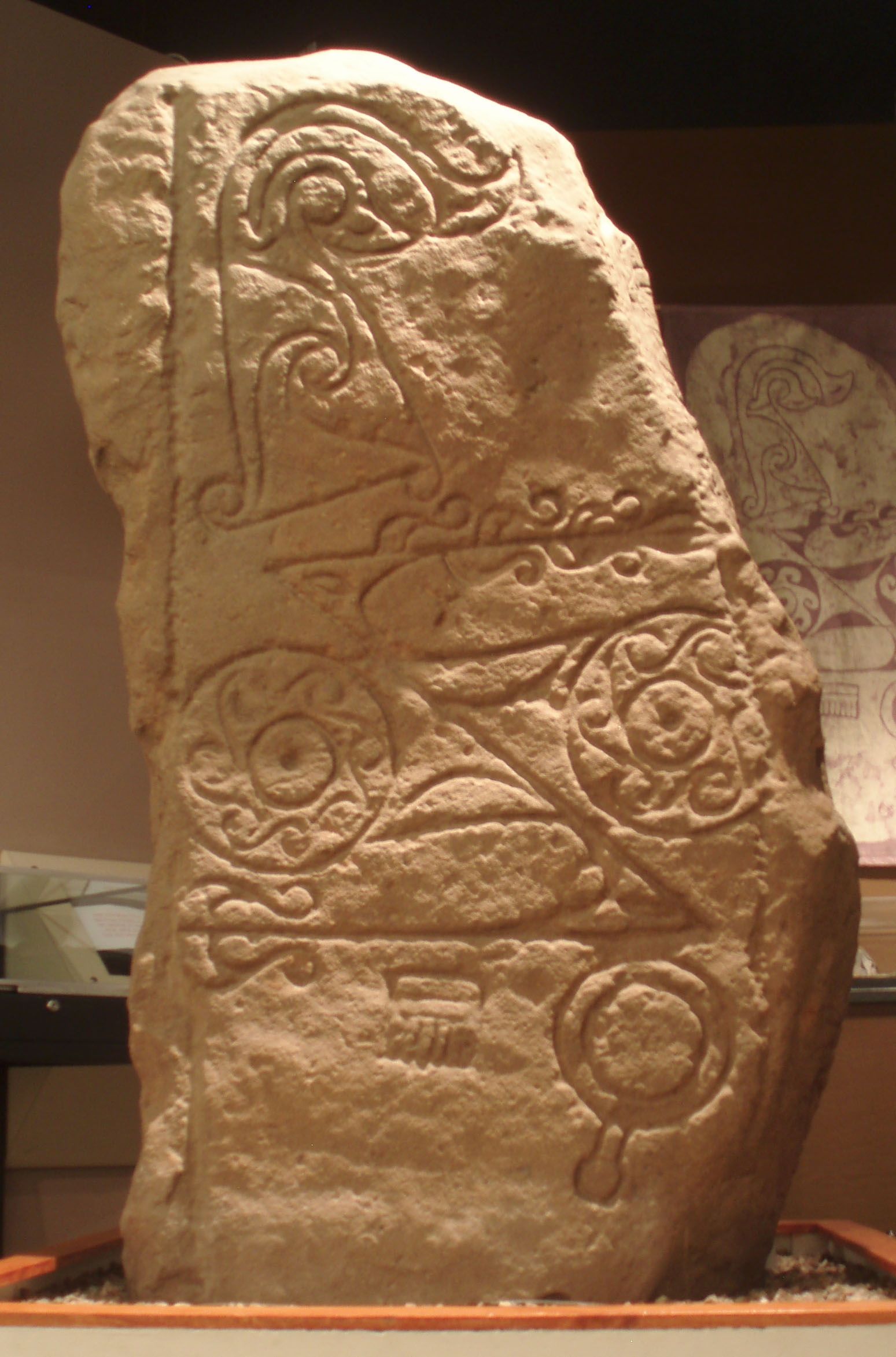
De clase I, la piedra de Dunnichen posee símbolos pictos que incluyen las formas "disco doble y varilla en Z" en el centro y "espejo y peine" en la parte inferior.

El propósito y el significado de las piedras solo se entienden ligeramente, y las diversas teorías propuestas para la Clase temprana Las piedras de símbolo I, aquellas que se considera que en su mayoría son anteriores a la expansión del cristianismo a los pictos, son esencialmente especulativas.
Muchas piedras cristianas posteriores de clases II y III caen más fácilmente en categorías reconocibles como lápidas. Las piedras de símbolos anteriores pueden haber servido como memoriales personales o marcadores territoriales, con símbolos para nombres individuales, clanes, linajes o parentescos, aunque existen varias otras teorías y explicaciones propuestas de los significados de los símbolos.

### Ideogramas estándar

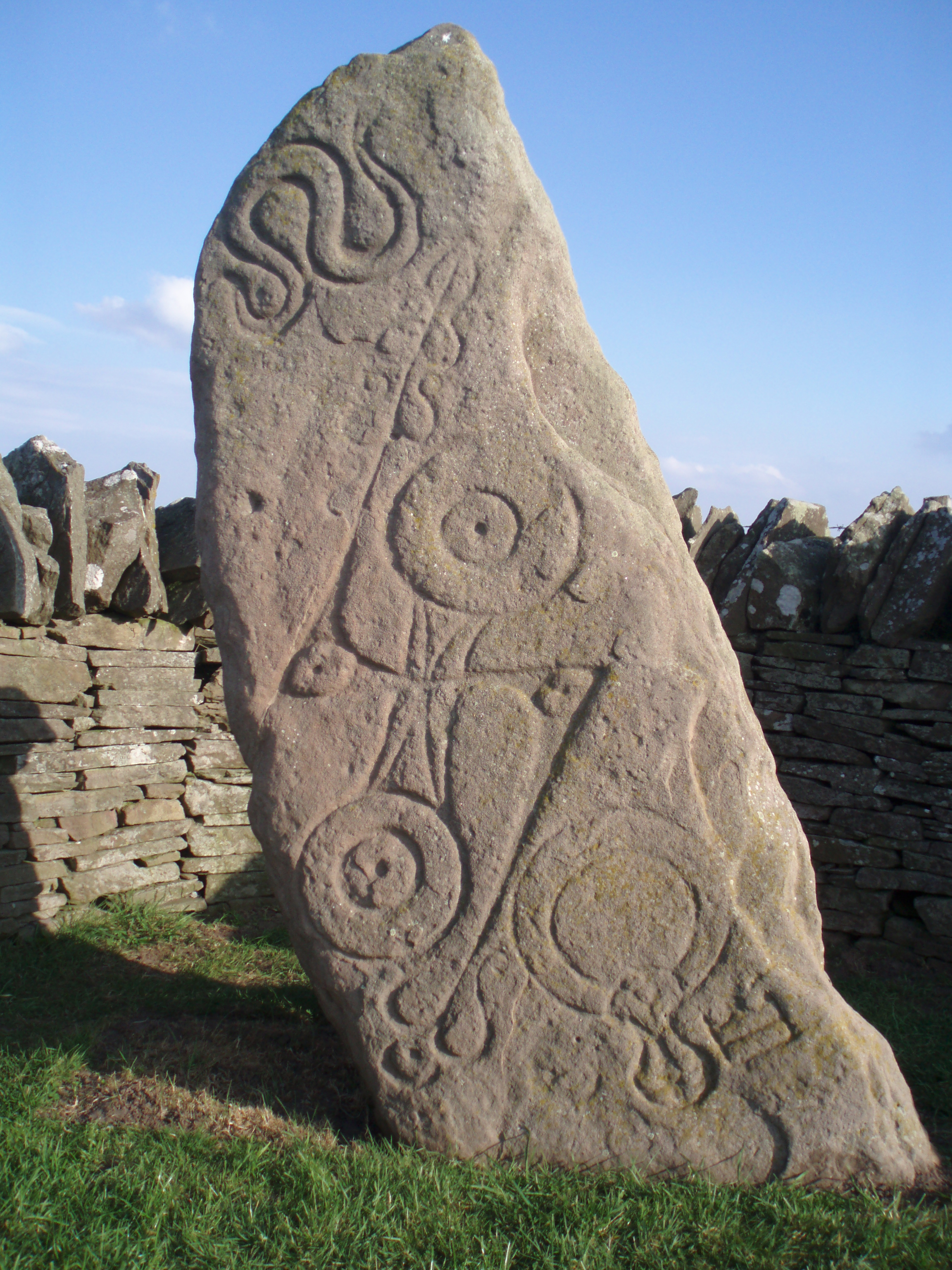
Piedra 1 de Aberlemno, de clase I

Las piedras de clases I y II contienen símbolos de un conjunto reconocible de ideogramas estándar, muchos exclusivos del arte picto, que se conocen como símbolos pictos. El número exacto de símbolos pictos distintos es incierto, ya que existe cierto debate sobre qué constituye un símbolo picto y si algunas formas variadas deben contarse juntas o por separado. Las estimaciones más inclusivas superan los sesenta símbolos diferentes, pero una estimación más típica es "alrededor de treinta", o "alrededor de cuarenta" según Historic Scotland.
Algunas son representaciones de objetos cotidianos, como "el espejo y el peine", que podrían haber sido utilizados por pictos de alto estatus. Los símbolos casi siempre están dispuestos en pares o conjuntos de pares, a menudo con el tipo de objeto, como el espejo y el peine, debajo de los demás, y los animales generalmente se encuentran solo en combinación con los tipos abstractos. De ahí que algunos piensen que podrían representar nombres, linajes o parentescos, como los clanes de dos padres, análogos al kamon japonés. Según Anthony Jackson, los pares de símbolos representan alianzas matrimoniales matrilineales.
Los símbolos se encuentran en algunas de las supervivencias extremadamente raras de joyería picta, como el par de placas de plata del tesoro de la Ley de Norrie que se encuentra en Fife a principios del siglo XIX. siglo, y la cadena de Whitecleuch.
Los símbolos también se encuentran a veces en otros objetos móviles como pequeños discos de piedra y huesos, principalmente de las Islas del Norte. Las formas simples o tempranas de los símbolos están talladas en las paredes de las cuevas costeras en East Wemyss, Fife y Covesea, Moray. Por lo tanto, se cree probable que estuvieran representados en otras formas más perecederas que no han sobrevivido en el registro arqueológico, tal vez incluyendo ropa y tatuajes. Algunos símbolos aparecen en todo el rango geográfico de las piedras, mientras que, por ejemplo, seis piedras con el único símbolo de un toro encontradas en el fuerte Burghead sugieren que esto representaba el lugar en sí o a sus propietarios, a pesar de que aparecen otros ejemplos en otros lugares.

### Análisis de Exeter
Un equipo de la Universidad de Exeter, utilizando análisis matemáticos, ha concluido que los símbolos en las piedras con imágenes pictas "exhiben las características de los lenguajes escritos", a diferencia de "caracteres aleatorios o sematográficos (heráldicos)".
La afirmación de los analistas de Exeter ha sido criticada por los lingüistas Mark Liberman y Richard Sproat con el argumento de que la distribución no uniforme de los símbolos, que se toman como evidencia de la escritura, es poco diferente de las distribuciones no uniformes no lingüísticas (como las tiradas de dados), y que el equipo de Exeter está utilizando una definición de escritura más amplia que la utilizada por los lingüistas.
Hasta la fecha, incluso aquellos que proponen que los símbolos deben ser considerados "escritos" desde este enfoque matemático no tienen un desciframiento sugerido. Aunque estudios anteriores basados en un enfoque contextual, que postulan la identificación del "culto celta precristiano del arquero guardián" pagano, han sugerido posibles significados de cláusulas para pares de símbolos.

## Galería de símbolos
A continuación se expone una selección de los símbolos pictos, que muestra la variación entre ejemplos individuales. Cada grupo es clasificado como un solo tipo por la mayoría de los investigadores. Aquí solo se representan los tipos geométricos y de objetos, no el grupo de animales.

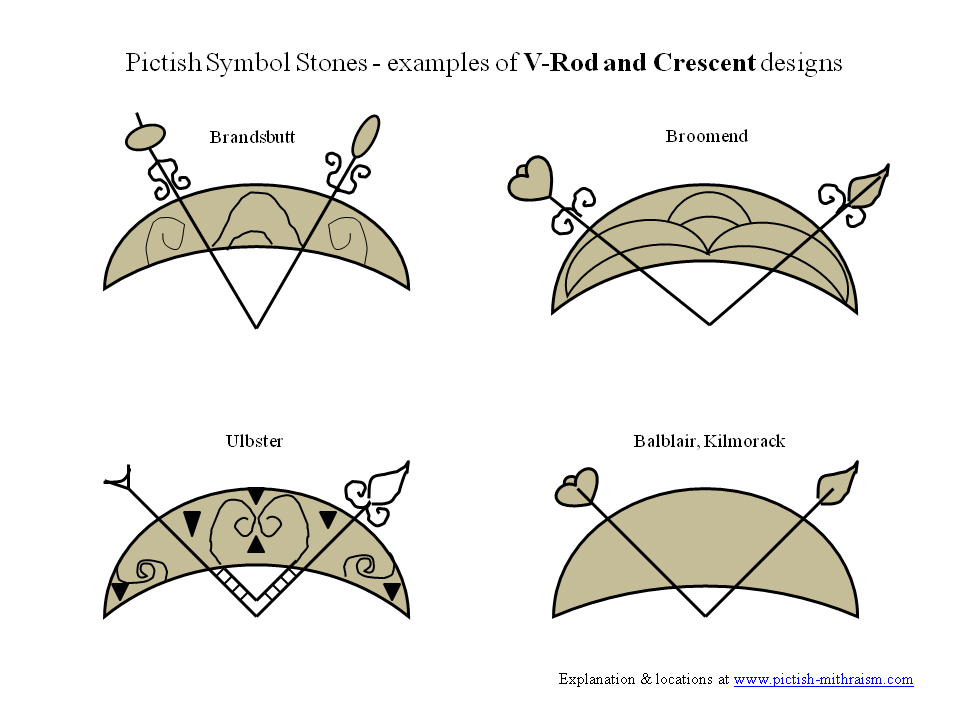
Palo en V con diseño de media luna
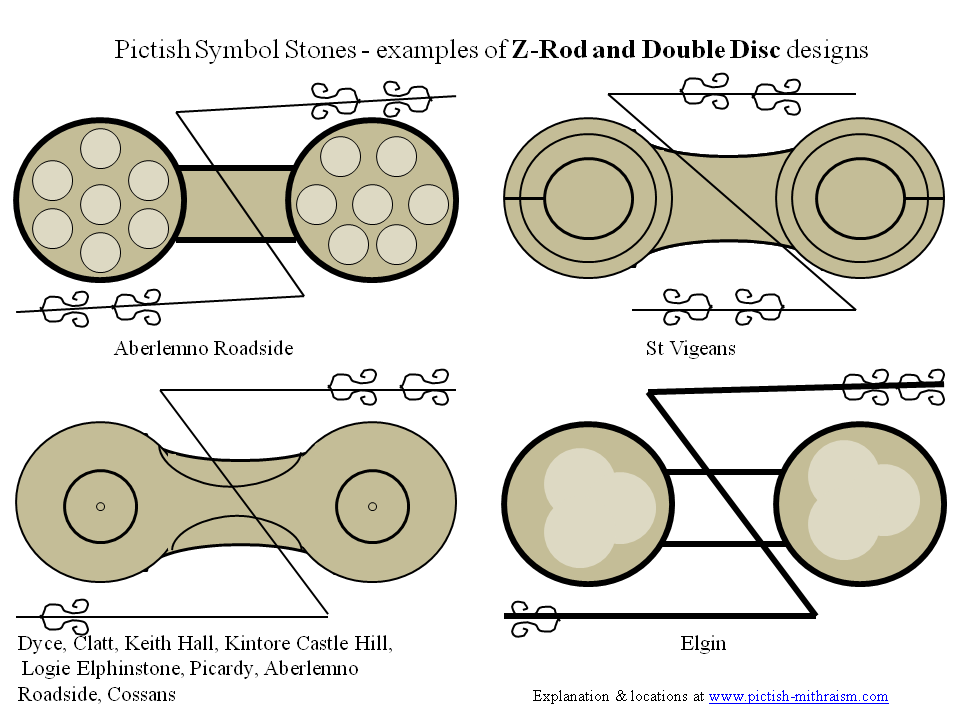
Palo en Z con diseño de doble disco
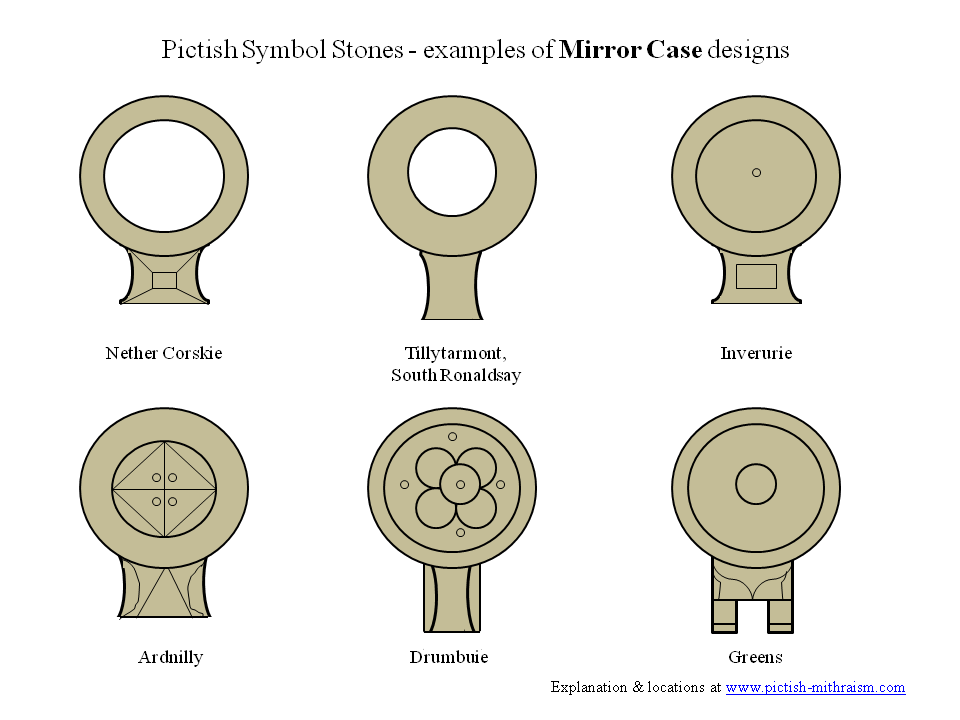
Diseño 'Mirror Case'
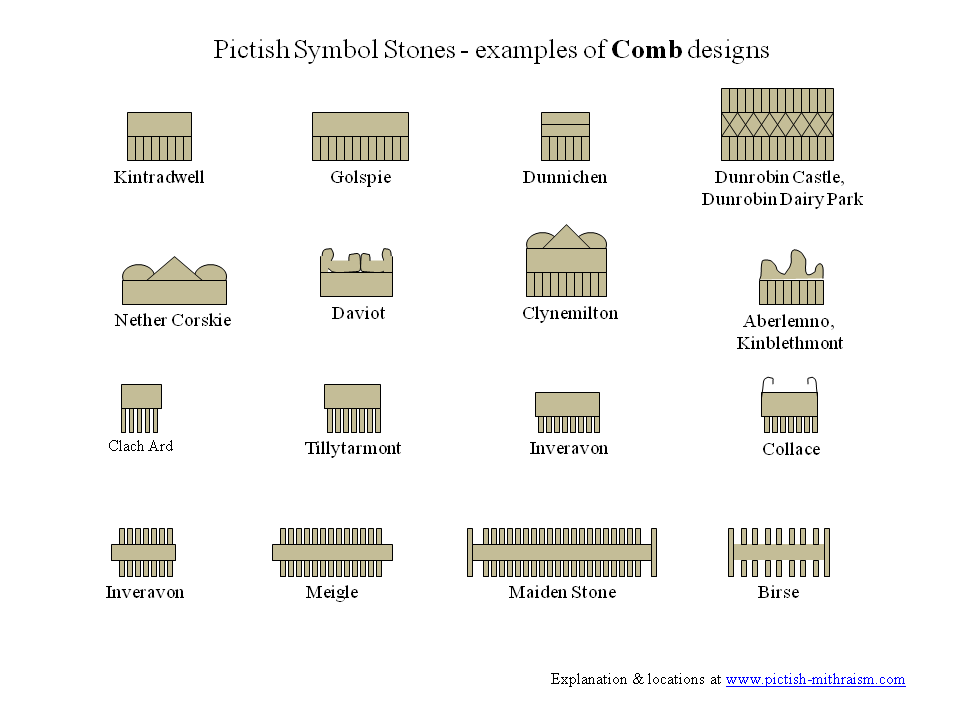
Diseño 'Peine'
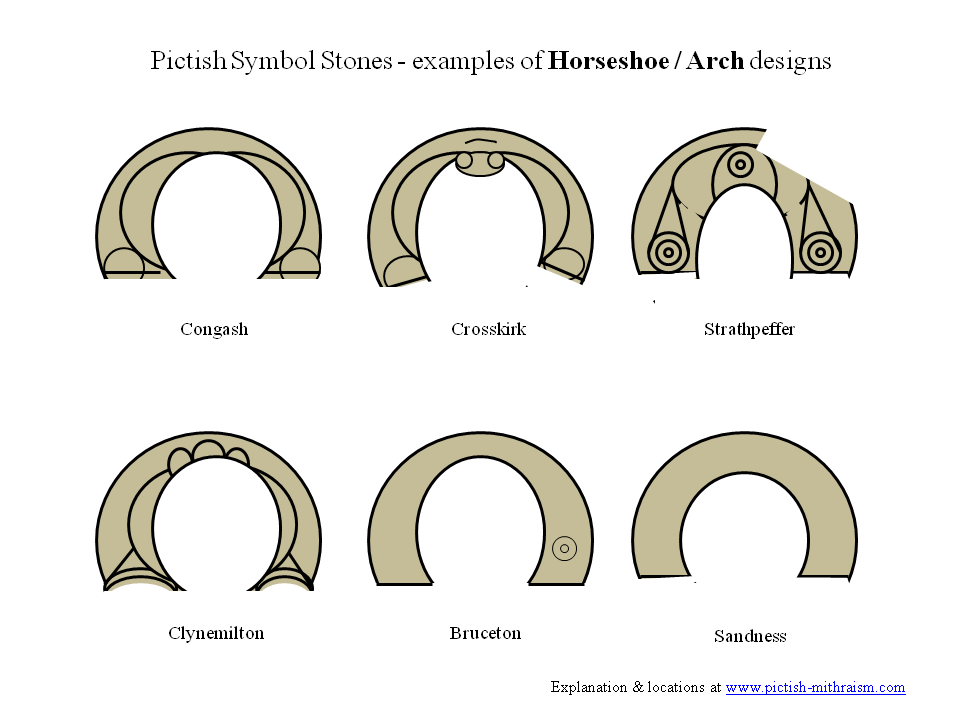
Diseño de herradura/arco
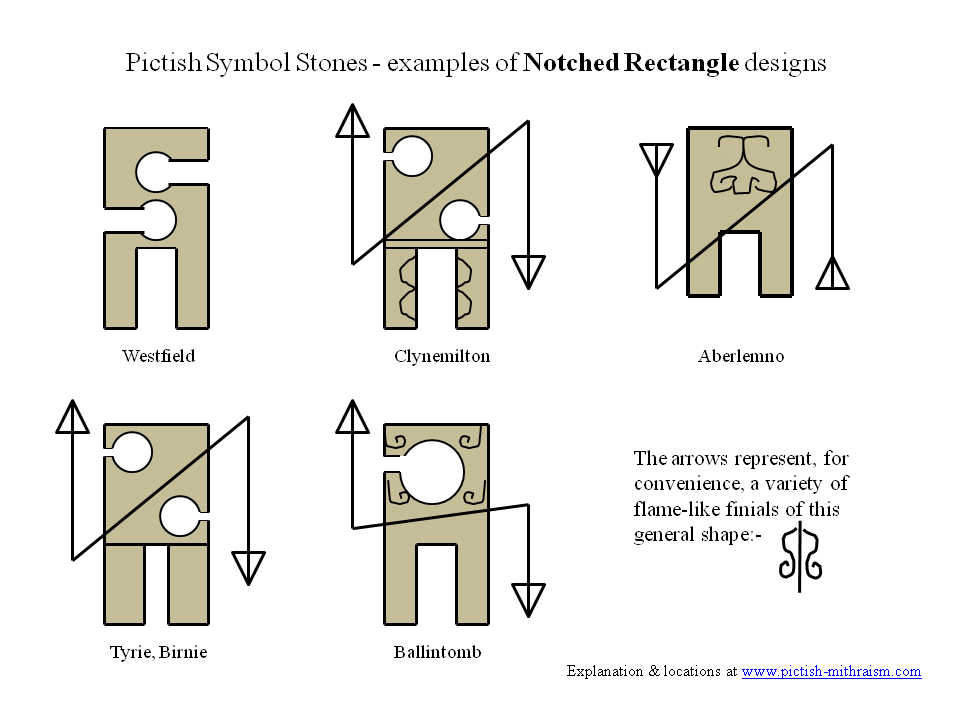
Diseño de rectángulo con muescas

## Distribución y sitios

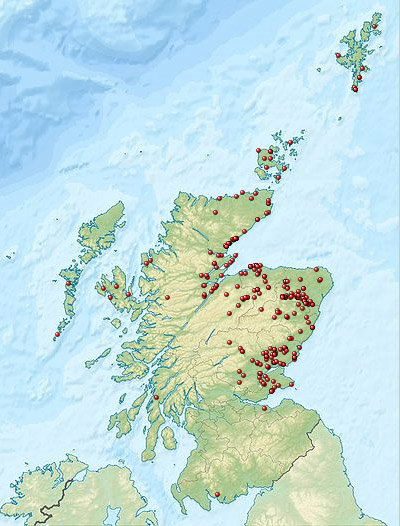
Distribución de piedras de clase I y clase II, así como cuevas con grafitis con símbolos pictos

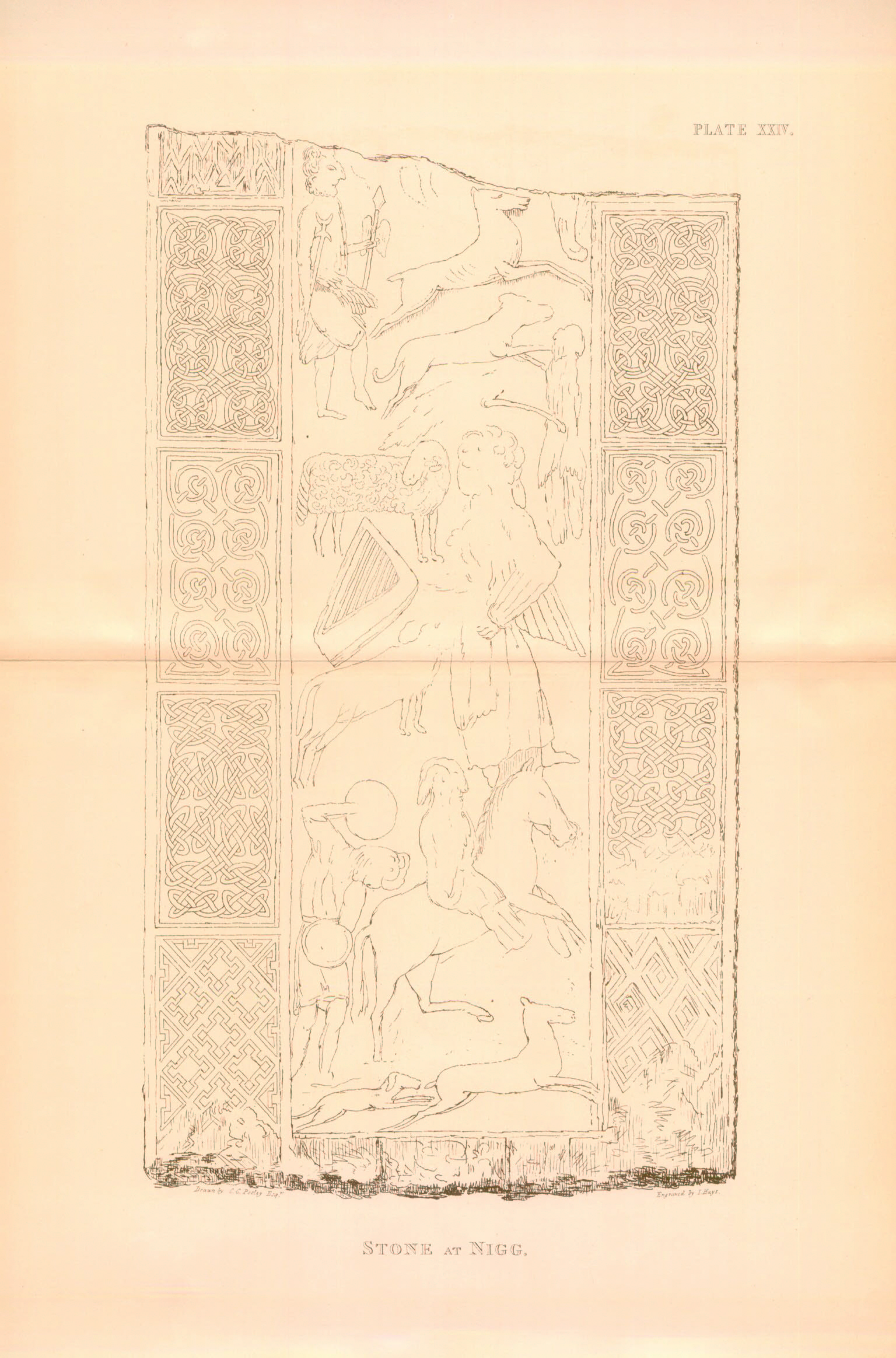
La piedra de Nigg, 790–799 AD, de clase II, muestra un arpa picta, bestias y guerreros en una ilustración del, menos la sección superior.

Solo unas pocas piedras siguen en pie en sus sitios originales; la mayoría se han trasladado a museos u otros sitios protegidos. Algunos de los ejemplos y colecciones individuales más notables se enumeran a continuación. Se han encontrado piedras pictas en toda Escocia, aunque sus ubicaciones originales se concentran principalmente en el noreste del país en áreas de tierras bajas, el corazón picto. Durante el período en que se crearon las piedras, el cristianismo se estaba extendiendo por Escocia desde el oeste y el sur, a través de los reinos de Dalriada, que incluían partes de Irlanda, y la extensión a la Escocia moderna de los reinos anglosajones de Bernicia y Northumbria .
Las áreas que muestran concentraciones particulares incluyen Strathtay, Strathmore, Angus costero, Fife, Strathdee, Garioch, Moray, Strathspey, Caithness, Easter Ross, las Hébridas, las Orcadas y las Shetland.